# Amadeus 7., greve af Savoyen
Amadeus 7.,  greve af Savoyen, kendt som den røde greve (24. februar 1360 i Chambéry i Savoyen – 1. november 1391 i Ripaille ved Genevesøen i Høje-Savoyen) var greve af Savoyen fra 1383 til 1391. 
Amadeus 7. blev forfader til Sardiniens konger i 1730–1861 og til Italiens konger i 1861–1946.

## Forfædre
Amadeus 7. var søn af Bonne af Bourbon, grevinde af Savoyen. 
Han var dattersøn af hertug Peter 1. af Bourbon og Isabelle af Valois, hertuginde af Bourbon samt oldesøn af Amadeus 5., greve af Savoyen, hertug Ludvig 1. af Bourbon, Karl af Valois og Mahaut af Châtillon. 
Amadeus 7. var tipoldesøn af grev Robert af Clermont og kong Filip 3. af Frankrig.

## Familie
Amadeus 7. var gift med Bonne af Berry (død 1435). Hun var datter af Johan af Berry og brordatter til kong Karl den Vise af Frankrig samt sønnedatter af Bonne af Luxemburg og kong Johan den Gode af Frankrig. 
Bonne af Berry og Amadeus 7. fik tre børn. Den mest kendte var Modpave Felix 5.. 
De blev bedsteforældre til bl.a. hertug Ludvig 1. af Savoyen. En sønnedatter (Margarethe af Savoyen) blev gift tre gange. Anden gang med kurfyrste Ludvig 4. af Pfalz og tredje gang med hertug Ulrich 5. af Württemberg. 
Bonne og Amadeus blev oldeforældre til hertug Filip uden land (af Savoyen).